# Корасахалу
Корасахалу (англ. Korasahalu, Korasagalu) — остров (риф) архипелага Соломоновы острова, административно относится к провинции Гуадалканал. Остров находится в бассейне Тихого океана. Постоянное население отсутствует, но его часто посещают рыбаки с соседних островов. Высота наивысшей точки острова — 65 метра.
Остров находится в 3 км на юг от мыса Лауви (англ. Lauvi, Lauvie) и в 21 км на запад от мыса Хенслоу (англ. Cape Henslow) острова Гуадалканал. На севере от него имеется ещё два маленьких островка максимальной высотой 15 м. От Гуадалканала остров отделён глубоким проливом. Внутри острова имеется лагуна.